# Роні
Роні (порт. Rôni), справжнє ім'я Ронієлітон Перейра Сантос (Roniéliton Pereira Santos; нар. 28 квітня 1977, Аурора-ду-Токантінс) — бразильський футболіст, що грав на позиції нападника.
Виступав, зокрема, за клуб «Флуміненсе», а також національну збірну Бразилії.

## Клубна кар'єра
Народився 28 квітня 1977 року в місті Аурора-ду-Токантінс. Вихованець футбольної школи клубу «Віла-Нова».
У дорослому футболі дебютував 1996 року виступами за команду клубу «Сан-Паулу», але швидко перейшов у «Флуміненсе». Відіграв за команду з Ріо-де-Жанейро наступні три роки своєї ігрової кар'єри. Більшість часу, проведеного у складі «Флуміненсе», був основним гравцем атакувальної ланки команди.
В 2001 році недовго грав в Саудівській Аравії за «Аль-Гіляль», але не зміг адаптуватися до країни і врешті-решт повернувся до «Флуміненсе» і в тому ж році допоміг команді виграти чемпіонат штату.
У 2003 році гравець перейшов до російського «Рубіна», де відразу став основним гравцем. У 2004 році, в літню трансферну компанію був взятий в оренду самарськими «Крилами Рад», але в кінці року повернувся в «Рубін», де провів ще пів року.
Влітку 2005 року повернувся на батьківщину, ставши гравцем «Гояса», з яким у наступному році виграв чемпіонат штату, після чого перейшов у «Атлетіко Мінейру», з яким виграв Серію В.
На початку 2007 року перейшов у «Фламенго», проте не став основним гравцем і вже влітку вирушив до «Крузейри».
На початку 2008 року вирушив до Японії, де по сезону захищав кольори клубів «Йокогама Ф. Марінос» та «Гамба Осака», вигравши з другою командою у 2008 році Кубок Імператора та Лігу чемпіонів АФК.
На початку 2009 року знову повернувся на батьківщину і перейшов у «Сантус», де був дублером Клебера Перейри, тому влітку став гравцем «Флуміненсе» і грав там до кінця року.
З початку 2010 року грав у Серії В за клуб «Віла-Нова».
Завершив професійну ігрову кар'єру у клубі чемпіонату штату «Анаполіна», за який виступав протягом 2012 року.

## Виступи за збірні
1999 року залучався до складу молодіжної збірної Бразилії. На молодіжному рівні зіграв в одному офіційному матчі, забив 2 голи.
7 квітня 1999 року дебютував в офіційних матчах у складі національної збірної Бразилії в товариській грі проти збірної США (7:0).
Влітку того ж року був учасником Кубка конфедерацій 1999 року у Мексиці, де разом з командою здобув «срібло». На турнірі зіграв у трьох матчах і забив два голи, в тому числі і один у програній фінальній грі проти господарів змагань (3:4)
Всього протягом кар'єри у національній команді, яка тривала один рік, провів у формі головної команди країни 5 матчів, забивши 2 голи.
| Дата       | Місто               | Господарі | Результат | Гості             | Турнір                                  | Голи | Примітки      |
| ---------- | ------------------- | --------- | --------- | ----------------- | --------------------------------------- | ---- | ------------- |
| 07/04/1999 | Бразиліа            | Бразилія  | 7 – 0     | США               | товариський матч                        | 2    | вийшов на 46' |
| 05/06/1999 | Салвадор (Бразилія) | Бразилія  | 2 – 2     | Нідерланди        | товариський матч                        | -    | вийшов на 84' |
| 09/06/1999 | Гоянія              | Бразилія  | 3 – 1     | Нідерланди        | товариський матч                        | -    | вийшов на 61' |
| 30/07/1999 | Гвадалахара         | Бразилія  | 4 – 0     | Нова Зеландія     | Кубок Конфедерацій 1999 - груповий етап | -    | вийшов на 56' |
| 01/08/1999 | Гвадалахара         | Бразилія  | 8 – 2     | Саудівська Аравія | Кубок Конфедерацій 1999 - півфінал      | 1    | вийшов на 46' |
| 04/08/1999 | Мехіко              | Мексика   | 4 – 3     | Бразилія          | Кубок Конфедерацій 1999 - фінал         | 1    | вийшов на 46' |
| Усього     |                     | Матчів    | 6         |                   | Голів                                   | 4    |               |

## Досягнення
- Володар Арабського суперкубка: 2001
- Чемпіон штату Ріо-де-Жанейро (2): 2002, 2007
- Чемпіон штату Гояс: 2006
- Переможець бразильської Серії B: 2006
- Переможець бразильської Серії C: 1999
- Володар Кубка Імператора: 2008
- Переможець Ліги чемпіонів АФК: 2008

## Особисте життя
Одружений, дружину звуть Андреа. У пари двоє дочок — Вікторія і Марія Едуарда.